# Saipem 7000 (schip, 1987)
De Saipem 7000 is het op twee na grootste kraanschip ter wereld met een hefvermogen van 2 x 7000 ton. Eigenaar van het kraanschip is het bedrijf Saipem.

## Begin
Begin jaren 1980 werd het concept voor de Micoperi 7000 bedacht door Gusto Engineering voor de toenmalige eigenaar Micoperi, gebaseerd op de in 1978 gebouwde Balder en Hermod, maar groter. Het bedrijf wilde een kraanschip bouwen dat in staat was om zeer grote olieproductieplatforms te hijsen. Naast de werkelijke hefcapaciteit geldt het schip ter ondersteuning van het gehele project door hotel- en werkplaats-faciliteiten te bieden. Fincantieri Monfalcone Yard kreeg de uiteindelijke order om het schip te bouwen in 1985.

## De bouw
Het schip werd gebouwd tussen 1985 en 1987 in Trieste. De Micoperi 7000 werd in twee losse delen gemaakt in een lang droogdok. De losse helften werden buiten het droogdok aan elkaar gemaakt. In september 1987 begonnen de proefvaarten en in december van hetzelfde jaar werd het schip overgedragen aan Micoperi. De totale bouwkosten werden nooit vrijgegeven.

## Projecten
Het eerste project dat de Micoperi 7000 uitvoerde was voor Petrobras, het Braziliaanse staatsoliebedrijf. Tijdens dit project was de Micoperi 7000 betrokken bij het bestrijden van een brand in een van de oliebronnen. Na daarna in de Golf van Mexico actief te zijn geweest, arriveerde de Micoperi 7000 in 1989 voor het eerst in de Noordzee, waar het aan verschillende projecten werkte.
Ondanks de verschillende projecten had Micoperi het moeilijk om financieel het hoofd boven water te houden. Hierdoor werd het in 1991 gedwongen een aantal belangrijke bezittingen te verkopen, waaronder de Micoperi 7000. Het schip werd verkocht aan haar huidige eigenaar, de Italiaanse aannemer Saipem, die het schip de naam Saipem 7000 gaf.
Ondanks dat de Saipem 7000 wereldwijd wordt ingezet, is de voornaamste taak het zware hijswerk van boorplatformen in de Noordzee. In 1999 en 2000 werd het schip hiervoor weer bij de tijd gebracht en opgewaardeerd.

## Records
De Saipem 7000 was houder van het wereldrecord heavy lift met het hijswerk van de Sabratha, een 12150 ton wegend dek in de Middellandse Zee. Dit werd op 7 september 2019 verbroken door de Sleipnir met het hijsen van het dek van 15.300 ton voor het Leviathanplatform.
Tot 2005 was de Saipem 7000 recordhouder voor het leggen van de diepste pijpleiding, op 2150 meter diepte in de Zwarte Zee. Dit record werd in 2005 gebroken door de Balder, door een pijp te leggen op 2200 meter diepte.